# 小田謙吉
小田 謙吉（おだ けんきち、1886年（明治19年）5月3日 - 没年不明）は、大正から昭和時代前期の台湾総督府官僚。

## 経歴・人物
静岡県榛原郡に生まれる。
1914年（大正3年）台湾総督府巡査を拝命し、巡査部長、警部補台東庁勤務、警部、高雄州岡山郡警察課長、台東庁台東郡警察課長を経て、1941年（昭和16年）6月、地方理事官に進み、台東庁新港郡守に就任した。